# السرب 113 (إسرائيل)
تشكل السرب 113 التابع للقوات الجوية الإسرائيلية، المعروف أيضاً باسم تايسيت ها تسيراع (بالعبرية: טייסת הצרעה أي سرب الدبابير)، في 4 أكتوبر 1955. وكان أول سرب يُشغل 24 طائرة طراز داسو أوراجان فئة (MD450B). خسر السرب ثمانية قتلى خلال حرب 1967.
استبدل السرب طائرات أوراجان التي تقاعدت من الخدمة بطائرات نيشر بحلول يناير 1973. ثم استبدل السرب طائرات نيشر بطائرات كفير في 1976. وانحل السرب في 1987.
أعيد تشكيل السرب في سبتمبر 1990 كأول سرب إسرائيلي لمروحيات إيه إتش-64 إيه أباتشي وانتقل ببطئ إلى الاستخدام الحصري لمروحيات إيه إتش-64 بي أباتشي لونغ بو في 2005.

## وصلات خارجية
- Global Security Profile
- 113 Squadron on Aeroflight.co.uk.
- Squadron 113 "Ha'Tsira'a" The Wasp Squadron